# Faculté de théologie évangélique de Louvain
La Faculté de théologie évangélique de Louvain (en néerlandais : Evangelische Theologische Faculteit Leuven) est un institut de théologie évangélique interconfessionnel à Louvain, en Belgique.

## Histoire
L'histoire de la Faculté commence en 1919 avec la fondation de l'Institut biblique belge à Bruxelles. En 1922, une section en langue néerlandaise a été ouverte. En 1975, l'Institut biblique belge déménage à Heverlee, entité de la ville de Louvain, et s'installe dans un ancien cloître et centre d'étude des jésuites dont il a acquis une partie. C'est le centre actuel de la faculté.
Peu de temps après, l'Institut biblique, désireux de donner un enseignement universitaire et d'avoir le droit de délivrer des diplômes légaux, devint en 1981 la Faculté de théologie évangélique de Louvain. Par arrêté royal du 3 juin 1983, les diplômes de licencié et de docteur furent légalement reconnus. Le premier diplôme de licencié fut délivré en 1984. Dans le décret du 4 avril 2003 sur la restructuration de l'enseignement supérieur, la Faculté de théologie évangélique de Louvain fut confirmée et la restructuration de l'enseignement selon les grades de bachelier et de master implémentée en vertu du processus de Bologne.

## Programmes
L’école offre des programmes en théologie évangélique, dont le bachelier, le master et le doctorat.
L'enseignement y est donné principalement en néerlandais, toutefois les cours de master et la formation au doctorat ayant une orientation internationale sont donnés en anglais. La formation au grade de bachelier et au grade de master a trois orientations : Bible et théologie, Église et pastorat, Culte et enseignement.

## Partenaires
L’école est interconfessionnelle et a ainsi diverses confessions évangéliques partenaires  .

## Source
- (nl) Cet article est partiellement ou en totalité issu de l’article de Wikipédia en néerlandais intitulé « Evangelische Theologische Faculteit Leuven » (voir la liste des auteurs).